# Marmaduke Hussey, Baron Hussey of North Bradley
Marmaduke James Hussey, Baron Hussey of North Bradley (* 29. August 1923 in London; † 27. Dezember 2006 ebenda), bekannt als Duke Hussey, war eine bedeutende Persönlichkeit der britischen Medienlandschaft und von 1986 bis 1996 für zwei Amtsperioden der Vorsitzende des BBC Board of Governors.

## Ausbildung und frühe Laufbahn
Marmaduke Hussey erhielt seinen Unterricht in der Rugby School und am Trinity College in Oxford. Im Zweiten Weltkrieg diente er ab Juni 1943 als Second Lieutenant im britischen Gardeinfanterieregiment der Grenadier Guards und wurde 1944 bei Anzio in Italien schwer verwundet. Er geriet in deutsche Kriegsgefangenschaft, in der ihm aufgrund seiner Verletzung ein Bein amputiert werden musste, woraufhin er heimkehren durfte. Im Februar 1947 schied er im Ehrenrang eines Lieutenant aus dem Armeedienst aus. Nun arbeitete er für die Associated Newspapers, bei denen er eine lange Karriere durchlief, die in seiner Ernennung zum geschäftsführenden Direktor gipfelte. Anschließend war er von 1971 bis 1980 Geschäftsführer und Generaldirektor der Times Newspapers.

## Vorsitzender der BBC
Im Oktober 1986, nach dem Tod von Stuart Young, wurde Hussey zum Vorsitzenden (Chairman) der britischen Rundfunkanstalt BBC berufen. Diese Ernennung verdankte er seinen guten Beziehungen zur regierenden, von Margaret Thatcher geleiteten Conservative Party. Binnen drei Monaten nach seinem Eintritt in die BBC zwang er den Generaldirektor Alasdair Milne zum Rücktritt. Diesem waren zahlreiche Streitigkeiten zwischen der BBC und der konservativen Regierung vorausgegangen. In den 1990er Jahren entzweite sich Hussey mit dem Generaldirektor John Birt wegen seines Führungsstils und Panoramas umstrittenem Interview mit Prinzessin Diana im Jahr 1995.
Am 11. September 1996 wurde Hussey als Life Peer mit dem Titel Baron Hussey of North Bradley, of North Bradley in the County of Wiltshire, in den persönlichen Adelsstand erhoben.
Hussey hatte einigen Vorstandsposten entsagt, als er seine Arbeit bei der BBC angetreten hatte, blieb aber bis 1998 Vorsitzender des Royal Marsden Hospital.

## Familie
Am 25. April 1959 heiratete Marmaduke Hussey die 15 Jahre jüngere Lady Susan Katharine Waldegrave, Tochter des Geoffrey Waldegrave, 12. Earl Waldegrave, mit der er den 1961 geborenen Sohn James Arthur und die 1964 geborene Tochter Katharine Elizabeth hatte. Seine heute als Lady Susan Hussey bekannte Gattin war eine Kammerfrau der Königin Elisabeth II. und Patin von deren Enkel Prinz William.
Marmaduke Hussey starb am 27. Dezember 2006 im Alter von 83 Jahren in London.